# 琴浦町立以西小学校
琴浦町立以西小学校（ことうらちょうりつ いさいしょうがっこう）は、かつて鳥取県東伯郡琴浦町宮木にあった公立小学校。

## 概要
2014年4月に成美小学校・安田小学校と統合し、2014年3月末をもって閉校。
統合後の校名は琴浦町立船上小学校となり、当時の成美小校舎を利用して開校した。

## 沿革
- 1873年3月25日 - 今地小学校開校
- 1876年4月27日 - 大父支校開設
- 1887年 - 宮木簡易小学校に改称
- 1890年 - 大父簡易小学校創設
- 1893年1月20日 - 以西尋常小学校に改称
- 1899年3月2日 - 大父分教場設置
- 1919年 - 高等科設立
- 1941年4月1日 - 以西国民学校に改称
- 1947年4月1日 - 以西村立以西小学校に改称
- 1954年1月1日 - 赤碕町立以西小学校に改称
- 1963年3月31日 - 大父分校閉校
- 2004年9月1日 - 琴浦町立以西小学校に改称
- 2014年3月31日 - 閉校

## 通学区域

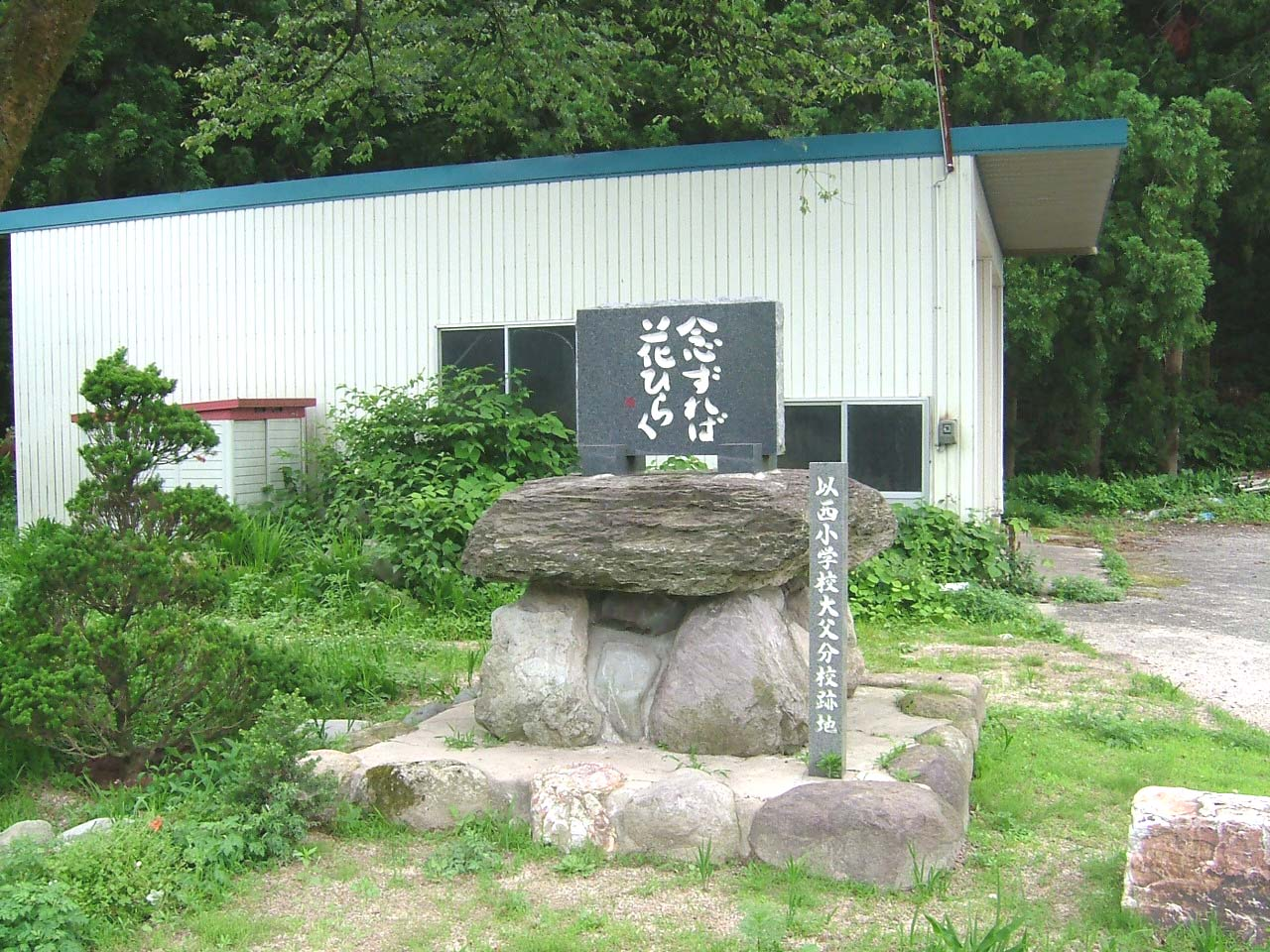
大父分校跡
所在地：琴浦町大父平田ヶ平地区

- 宮木、高岡、山川、大父、竹内[2]

## 進学先中学校
- 琴浦町立赤碕中学校[2]

## 交通アクセス
- JR西日本山陰本線 赤碕駅より約5.8km。
- 琴浦町営バス船上山線大父・船上山行き「宮木」バス停下車。

## 校区内の主な施設
- 琴浦町立以西保育所
- 船上山

## 出身者
- 川中香緖里（アーチェリー選手） - 2012年ロンドン五輪団体銅メダリスト。